# 侯音
侯音（？—219年），東漢末年宛城守將。

## 生平
建安二十三年（218年）十月，南陽地區官吏和百姓不堪徭役之苦，於是侯音與衛開聚集數千人聯合刘备的荊州守將關羽反叛曹魏。侯音本挾持太守東里袞但在南陽功曹宗子卿說服下釋放了东里衮。宗子卿说会和侯音合力等关羽兵来对抗曹操军，却趁夜逃跑，與東里袞收編殘兵圍困侯音，後與曹仁援軍會合。
建安二十四年（219年）正月，曹仁攻破宛城，侯音與衛開被斬首。